# Operation Upshot-Knothole
Die Operation Upshot-Knothole war die neunte amerikanische Kernwaffentestserie. Sie fand 1953 auf der Nevada Test Site statt. Insgesamt wurden elf Bomben getestet, davon wurden sieben auf Türmen gezündet, drei von Flugzeugen abgeworfen und bei einem Test wurde eine nukleare Artilleriegranate (W9) getestet.

## Die einzelnen Tests der Operation Upshot-Knothole
| Bombe  | Datum / Uhrzeit (GMT)    | Testgelände | Explosionshöhe        | Testart                              | Sprengkraft (vorhergesagt) | Anmerkungen |
| ------ | ------------------------ | ----------- | --------------------- | ------------------------------------ | -------------------------- | --- |
| Annie  | 17. März 1953 13:20 Uhr  | Area 3      | 91 Meter (300 Fuß)    | Turm                                 | 16 kT (15–20 kT)           | Um die Befürchtungen der Öffentlichkeit zu beruhigen, wurde Annie als „offener Test“ durchgeführt, das heißt, es wurde Reportern gestattet, dem Test am 17. März aus einer Entfernung von 11 km zuzusehen. Während des Tests wurde die Auswirkung einer nuklearen Explosion auf zivile Gebäude und Fahrzeuge im Rahmen der Operation Doorstep getestet. |
| Nancy  | 24. März 1953 13:10 Uhr  | Area 4      | 91 Meter (300 Fuß)    | Turm                                 | 24 kT (35–40 kT)           | Nancy tötete 4390 Schafe bei Cedar City im Bundesstaat Utah |
| Ruth   | 31. März 1953 13:00 Uhr  | Area 7      | 91 Meter (300 Fuß)    | Turm                                 | 0,2 kT (1,5–3 kT)          | Moderierte Fissionsbombe aus UH3; die Sprengkraft wurde auf 1,5 bis 3 kT geschätzt, allerdings wurden nur 0,2 kT erreicht, was zur Folge hatte, dass nicht einmal der Bombenturm, auf dem sie montiert war, zerstört wurde. |
| Dixie  | 6. April 1953 15:30 Uhr  | Area 7      | 1835 Meter (6022 Fuß) | Abwurf aus einer Boeing B-50         | 11 kT (8–12 kT)            | Prototyp der Mk-5D-Bombe |
| Ray    | 11. April 1953 12:45 Uhr | Area 4      | 30 Meter (100 Fuß)    | Turm                                 | 0,2 kT (0,5–1 kT)          | Wie schon bei Ruth handelte es sich um eine moderierte Fissionsbombe. Im Gegensatz zu dieser hatte Ray einen höheren Anteil an Deuterium. |
| Badger | 18. April 1953 12:35 Uhr | Area 2      | 91 Meter (300 Fuß)    | Turm                                 | 23 kT (35–40 kT)           | |
| Simon  | 25. April 1953 12:30 Uhr | Area 1      | 91 Meter (300 Fuß)    | Turm                                 | 43 kT (35–40 kT)           | Test der ersten Zündstufe einer Fusionsbombe. Simon war bis dahin der größte Kernwaffentest auf dem kontinentalen Testgelände der Vereinigten Staaten. Radioaktiver Niederschlag ging über dem Testgelände, den Highways 91 und 93 und der Stadt St. George im Bundesstaat Utah herab. Der Fallout über den Highways war so stark, dass sie zum ersten Mal in der Geschichte der Nevada Test Site gesperrt werden mussten. |
| Encore | 8. Mai 1953 15:30 Uhr    | Area 5      | 738 Meter (2423 Fuß)  | Abwurf aus einem B-50-Bomber         | 27 kT (30–35 kT)           | Aufgrund eines technischen Fehlers wurde die Bombe in 250 Meter Entfernung von der Zielmarkierung abgeworfen. |
| Harry  | 19. Mai 1953 12:05 Uhr   | Area 3      | 91 Meter (300 Fuß)    | Turm                                 | 32 kT (37 kT)              | Harry war ein Test für eine von Ted Taylor entwickelte Bombe. Trotz der geringen Sprengkraft war Harry die wirksamste Kernspaltungsexplosion. Die Explosion führte zu dem schlimmsten radioaktiven Fallout eines Atombombentests auf dem amerikanischen Kontinent; daher stammt der Spitzname Dirty Harry. Die radioaktiven Partikel stiegen bis in eine Höhe von 11,6 km und gingen östlich im Gebiet der 160 Kilometer entfernten Stadt St. George nieder. Die Dreharbeiten des Films Der Eroberer fanden im Bereich des radioaktiven Fallout statt. 1000 Soldaten beobachten die Explosion im Rahmen der Militärübung Desert Rock V. |
| Grable | 25. Mai 1953 15:30 Uhr   | Area 5      | 159 Meter (524 Fuß)   | 280 mm Artilleriegranate             | 15 kT (14 kT)              | Upshot-Knothole Grable war der erste Test einer nuklearen Artilleriegranate. Die W9-Granate explodierte 19 Sekunden, nachdem sie abgeschossen wurde, in einer Entfernung von 10 Kilometern. Das Geschoss war nach Little-Boy die zweite Atombombe mit dem Gun-Design, die gezündet wurde, und somit der erste Test dieses Typs. 3.388 Soldaten nahmen an Manövern während und nach der Zündung im Rahmen der Militärübung Desert Rock V teil. |
| Climax | 4. Juni 1953 11:15 Uhr   | Area 7      | 406 Meter (1334 Fuß)  | Abwurf aus einem Convair B-36 Bomber | 61 kT (50–70 kT)           | Climax war der Belastungstest für die Bombe Mark-7. Der Test war ursprünglich für die Operation Castle im Pazifik geplant, jedoch wurde am 5. Mai 1953 vom Direktor des Los Alamos National Laboratory die Erlaubnis erbeten, den Test im Rahmen der Operation Upshot-Knothole durchzuführen. Climax war der bis dahin größte Atomtest auf dem Testgelände in Nevada. |

## Galerie
- Filmaufnahme des Tests mit nuklearer Artillerie